# Roberto Ruiz
Roberto Ruiz (Miahuatlán de Porfirio Díaz, Oaxaca, 2 de marzo de 1928 - Ciudad Nezahualcóyotl, Estado de México, 16 de junio de 2008) fue un artesano mexicano. Su obra se especializó en miniaturas talladas en hueso.

## Inicios como artesano
Desde muy joven abandonó sus estudios para apoyar económicamente a su madre, de quien recibió su único apellido. Practicó varios oficios: campesino, mozo y panadero.  Con el migajón del pan comenzó a hacer pequeñas figuras de animales a las que él mismo denominó figuras de bulto, de esta manera nació su afición por las esculturas, las cuales continuó moldeando con arcilla, tallando en madera y, finalmente, en hueso.
A finales de 1961 se estableció en la colonia Las Palmas de Ciudad Nezahualcóyotl. Con las mismas herramientas que trabajan los odontólogos realizó sus primeras miniaturas en hueso las cuales vendió por primera ocasión en la Casa Cervantes de la Ciudad de México. Su afición por las calaveritas, inspiradas en José Guadalupe Posada, y oaxaqueñas marcó los dos principales motivos de sus pequeñas esculturas.

## Reconocimientos a sus artesanías
En 1981, diecisiete de sus piezas talladas formaron parte de una exposición en el Museo Británico,  la reina Isabel II del Reino Unido decidió posar para que Ruiz le hiciera un camafeo en marfil de su imagen. La pieza fue guardada junto a las joyas de la corona y las diecisiete piezas fueron trasladadas al Palacio de Buckingham en donde se exhibieron de forma permanente durante veintiocho años.
Otros coleccionistas de sus obras han sido el escritor Carlos Monsiváis, la maestra María Teresa Pomar, la coleccionista Ruth D. Lechuga y los presidentes José López Portillo, Miguel de la Madrid, Carlos Salinas de Gortari y Ernesto Zedillo. Algunas otras de sus piezas se encuentran en el Fondo Nacional para el Fomento de las Artesanías, en el Fondo Cultural Banamex y en el Museo de Culturas Populares del Instituto Mexiquense de Cultura.
Monsiváis lo definió como “un creador popular, un artista de tradición artesanal, un artesano sin límites formales”.

## Premios y distinciones
- Premio Nacional de Ciencias y Artes en el área de Artes y Tradiciones por la Secretaría de Educación Pública en 1988.
- Presea “León Guzmán” al mérito artístico otorgada por el gobierno del Estado de México en 2005.
- Presea Corazón Rey Nezahualcóyotl otorgada por el gobierno del municipio de Nezahualcóyotl en 2005.